# Championnat de France de rugby à XV 2003-2004
Navigation
Top 16 2002-2003 Top 16 2004-2005
Le Championnat de France de rugby à XV 2003-2004 ou Top 16 2003-2004 oppose les seize meilleurs clubs de rugby à XV de France. Après la phase régulière disputée par matchs aller et retour, mettant aux prises toutes les équipes réparties en deux poules, les quatre premières équipes de chaque poule disputent la phase de qualification aux demi-finales. Pour cette phase de qualification (ou Play-offs) les huit équipes qualifiées sont réparties en deux poules et disputent des matchs aller et retour. Les matchs disputés pendant la phase régulière comptent aussi pour la phase de qualification. Les deux premiers de chaque poule sont qualifiés pour les demi-finales. Parallèlement se dispute une phase de maintien (ou Play down) entre les équipes classées 5e à 8e dans la phase régulière. Les deux derniers sont rétrogradés en Pro D2. Les matchs disputés pendant la phase régulière comptent aussi pour la phase de maintien.
Les quatre demi-finaliste du Championnat (Stade français, Perpignan, Toulouse et Bourgoin) ainsi que Castres (vainqueur du Challenge Sud Radio et 3è de sa poule de playoffs) et Biarritz (3è de sa poule de playoffs) sont qualifiés pour la Coupe d’Europe.
Le Stade français remporte le championnat de rugby Top 16 après avoir battu l'USA Perpignan en finale sur le score de 38 à 20. Il conserve le titre acquis en 2003, obtenant un 4e titre en sept ans. L'USAP perd une 3e finale depuis son dernier succès en 1955. L'US Colomiers et l'US Montauban sont relégués en Pro D2. Ils sont remplacés par le FC Auch et l'Aviron bayonnais. La Direction nationale d'aide et de contrôle de gestion (DNACG) refuse l'engagement de Colomiers en Pro D2 et le rétrograde en Fédérale 1 pour la saison 2004-2005.

## Équipes participantes
- SU Agen
- AS Béziers
- Biarritz olympique
- CS Bourgoin-Jallieu
- CA Brive
- Castres olympique
- US Colomiers
- FC Grenoble
- US Montauban
- AS Montferrand
- Montpellier RC
- RC Narbonne
- USA Perpignan
- Section paloise
- Stade français Paris
- Stade toulousain

## Phase de classement

### Poule A

#### Résultat des matchs
| Clubs                | AGE   | BOU   | BRI   | CAS   | COL   | MON   | PAU   | STF   |
| -------------------- | ----- | ----- | ----- | ----- | ----- | ----- | ----- | ----- |
| SU Agen              |       | 23-16 | 22-15 | 22-10 | 36-9  | 27-17 | 27-10 | 11-12 |
| CS Bourgoin-Jallieu  | 19-17 |       | 39-6  | 28-25 | 29-22 | 29-12 | 40-17 | 18-12 |
| CA Brive             | 40-24 | 26-15 |       | 52-20 | 48-13 | 8-10  | 29-29 | 38-23 |
| Castres olympique    | 12-19 | 32-16 | 26-13 |       | 25-23 | 9-9   | 39-27 | 22-14 |
| US Colomiers         | 31-18 | 12-22 | 18-19 | 6-12  |       | 16-13 | 32-21 | 15-22 |
| AS Montferrand       | 32-19 | 24-23 | 7-21  | 15-24 | 9-15  |       | 41-6  | 18-13 |
| Section paloise      | 27-20 | 30-22 | 29-14 | 11-22 | 26-18 | 15-9  |       | 13-6  |
| Stade français Paris | 19-7  | 22-36 | 26-28 | 26-19 | 27-8  | 53-10 | 24-20 |       |

|  | Victoire à domicile |  | Match nul |  | Défaite à domicile |

#### Classement
| Rang | Club                     | J  | V | N | D  | Pm  | Pe  | Diff | Pts |
| ---- | ------------------------ | -- | - | - | -- | --- | --- | ---- | --- |
| 1    | CS Bourgoin-Jallieu      | 14 | 9 | 0 | 5  | 352 | 280 | +72  | 32  |
| 2    | CA Brive (P)             | 14 | 8 | 1 | 5  | 357 | 301 | +56  | 31  |
| 3    | Castres olympique        | 14 | 8 | 1 | 5  | 297 | 281 | +16  | 31  |
| 4    | Stade français Paris (T) | 14 | 7 | 0 | 7  | 299 | 263 | +36  | 28  |
| 5    | SU Agen                  | 14 | 7 | 0 | 7  | 292 | 269 | +23  | 28  |
| 6    | Section paloise          | 14 | 6 | 1 | 7  | 281 | 343 | -62  | 27  |
| 7    | AS Montferrand           | 14 | 5 | 1 | 8  | 226 | 278 | -52  | 25  |
| 8    | Colomiers Rugby          | 14 | 4 | 0 | 10 | 238 | 327 | -89  | 22  |

Le  Stade français ayant battu Agen 19-7 et 12-11 (règle de la différence de points particulière) se qualifie pour la seconde phase.
|  | Qualifiés pour la seconde phase de poule (no 1, no 2, no 3, no 4). |
|  | T : Tenant du titre 2003 • P : Promus 2003                         |

### Poule B

#### Résultat des matchs
| Clubs              | BEZ   | BIA   | GRE   | MTB   | MPL   | NAR   | PER   | TOU   |
| ------------------ | ----- | ----- | ----- | ----- | ----- | ----- | ----- | ----- |
| AS Béziers         |       | 15-8  | 13-21 | 27-9  | 13-9  | 22-12 | 34-19 | 15-14 |
| Biarritz olympique | 37-13 |       | 36-16 | 33-12 | 17-23 | 29-15 | 19-12 | 37-20 |
| FC Grenoble        | 20-22 | 25-22 |       | 36-6  | 13-6  | 22-27 | 29-28 | 26-40 |
| US Montauban       | 17-12 | 3-19  | 30-18 |       | 9-6   | 25-11 | 19-25 | 15-18 |
| Montpellier RC     | 18-16 | 26-33 | 31-18 | 21-13 |       | 33-18 | 9-18  | 50-31 |
| RC Narbonne        | 15-20 | 32-0  | 29-25 | 35-25 | 19-18 |       | 47-18 | 15-21 |
| USA Perpignan      | 42-24 | 25-15 | 20-13 | 47-6  | 35-26 | 20-16 |       | 32-3  |
| Stade toulousain   | 27-25 | 36-30 | 52-24 | 25-20 | 35-9  | 25-5  | 24-16 |       |

|  | Victoire à domicile |  | Match nul |  | Défaite à domicile |

#### Classement
| Rang | Club               | J  | V  | N | D  | Pm  | Pe  | Diff | Pts |
| ---- | ------------------ | -- | -- | - | -- | --- | --- | ---- | --- |
| 1    | Stade toulousain   | 14 | 10 | 0 | 4  | 371 | 319 | +52  | 34  |
| 2    | USA Perpignan      | 14 | 9  | 0 | 5  | 357 | 284 | +73  | 32  |
| 3    | Biarritz olympique | 14 | 8  | 0 | 6  | 335 | 273 | +62  | 30  |
| 4    | AS Béziers         | 14 | 8  | 0 | 6  | 274 | 275 | -1   | 30  |
| 5    | Montpellier HR (P) | 14 | 6  | 0 | 8  | 285 | 288 | -3   | 26  |
| 6    | RC Narbonne        | 14 | 6  | 0 | 8  | 296 | 303 | -7   | 26  |
| 7    | FC Grenoble        | 14 | 5  | 0 | 9  | 306 | 362 | -56  | 24  |
| 8    | US Montauban       | 14 | 4  | 0 | 10 | 216 | 336 | -120 | 22  |

|  | Qualifiés pour la seconde phase de poule (no 1, no 2, no 3, no 4). |
|  | T : Tenant du titre 2003 • P : Promus 2003                         |

## Phase finale

### Poule A
| Date    | Équipe 1            | Score   | Équipe 2            |
| ------- | ------------------- | ------- | ------------------- |
| 8 mai   | USA Perpignan       | 35 – 21 | CS Bourgoin-Jallieu |
| 8 mai   | AS Béziers          | 15 – 19 | Castres olympique   |
| 14 mai  | Castres olympique   | 15 – 26 | USA Perpignan       |
| 15 mai  | CS Bourgoin-Jallieu | 33 – 10 | AS Béziers          |
| 21 mai  | AS Béziers          | 8 – 27  | USA Perpignan       |
| 22 mai  | Castres olympique   | 25 – 18 | CS Bourgoin-Jallieu |
| 28 mai  | CS Bourgoin-Jallieu | 35 – 26 | Castres olympique   |
| 29 mai  | USA Perpignan       | 45 – 6  | AS Béziers          |
| 4 juin  | CS Bourgoin-Jallieu | 18 – 13 | USA Perpignan       |
| 5 juin  | Castres olympique   | 38 – 9  | AS Béziers          |
| 12 juin | AS Béziers          | 28 – 22 | CS Bourgoin-Jallieu |
| 12 juin | USA Perpignan       | 23 – 7  | Castres olympique   |

| Rang | Club                | J | V | N | D | Pm  | Pe  | Diff | Pts |
| ---- | ------------------- | - | - | - | - | --- | --- | ---- | --- |
| 1    | USA Perpignan       | 6 | 5 | 0 | 1 | 169 | 75  | +94  | 16  |
| 2    | CS Bourgoin-Jallieu | 6 | 3 | 0 | 3 | 147 | 137 | +10  | 12  |
| 3    | Castres olympique   | 6 | 3 | 0 | 3 | 130 | 126 | +4   | 12  |
| 4    | AS Béziers          | 6 | 1 | 0 | 5 | 76  | 184 | -108 | 8   |

|  | Qualifiés pour les demi-finales et la Coupe d'Europe 2004-2005 (no 1, no 2). |
|  | Qualifiés pour la Coupe d'Europe 2004-2005 (no 3).                           |

### Poule B
| Date    | Équipe 1             | Score   | Équipe 2             |
| ------- | -------------------- | ------- | -------------------- |
| 7 mai   | Stade français Paris | 13 – 6  | Biarritz olympique   |
| 8 mai   | CA Brive             | 9 – 29  | Stade toulousain     |
| 15 mai  | Stade toulousain     | 18 – 24 | Stade français Paris |
| 15 mai  | Biarritz olympique   | 38 – 11 | CA Brive             |
| 22 mai  | Stade français Paris | 34 – 10 | CA Brive             |
| 26 mai  | Biarritz olympique   | 25 – 26 | Stade toulousain     |
| 29 mai  | CA Brive             | 24 – 19 | Stade français Paris |
| 30 mai  | Stade toulousain     | 25 – 18 | Biarritz olympique   |
| 5 juin  | Biarritz olympique   | 25 – 12 | Stade français Paris |
| 5 juin  | Stade toulousain     | 21 – 8  | CA Brive             |
| 12 juin | CA Brive             | 20 – 37 | Biarritz olympique   |
| 12 juin | Stade français Paris | 49 – 17 | Stade toulousain     |

| Rang | Club                 | J | V | N | D | Pm  | Pe  | Diff | Pts |
| ---- | -------------------- | - | - | - | - | --- | --- | ---- | --- |
| 1    | Stade français Paris | 6 | 4 | 0 | 2 | 151 | 100 | +51  | 14  |
| 2    | Stade toulousain     | 6 | 4 | 0 | 2 | 136 | 133 | +3   | 14  |
| 3    | Biarritz olympique   | 6 | 3 | 0 | 3 | 149 | 107 | +42  | 12  |
| 4    | CA Brive             | 6 | 1 | 0 | 5 | 82  | 178 | -96  | 8   |

|  | Qualifiés pour les demi-finales et la Coupe d'Europe 2004-2005 (no 1, no 2). |
|  | Qualifiés pour la Coupe d'Europe 2004-2005 (no 3).                           |

### Demi-finales
|  | Demi-finales                                    | Demi-finales                                    |                    |    | Finale                                       | Finale                                       |
|  | Demi-finales                                    | Demi-finales                                    |                    |    | Finale                                       | Finale                                       |
|  |                                                 |                                                 |                    |    |                                              |                                              |
|  | 20 juin 2004 au Stade de la Mosson, Montpellier | 20 juin 2004 au Stade de la Mosson, Montpellier |                    |    | 26 juin 2004 au Stade de France, Saint-Denis | 26 juin 2004 au Stade de France, Saint-Denis |
|  | 20 juin 2004 au Stade de la Mosson, Montpellier | 20 juin 2004 au Stade de la Mosson, Montpellier |                    |    | 26 juin 2004 au Stade de France, Saint-Denis | 26 juin 2004 au Stade de France, Saint-Denis |
|  | [A2] USA Perpignan                              | 18                                              |                    |    | 26 juin 2004 au Stade de France, Saint-Denis | 26 juin 2004 au Stade de France, Saint-Denis |
|  | [A2] USA Perpignan                              | 18                                              |                    |    | 26 juin 2004 au Stade de France, Saint-Denis | 26 juin 2004 au Stade de France, Saint-Denis |
|  | [B1] Stade toulousain                           | 16                                              |                    |    | 26 juin 2004 au Stade de France, Saint-Denis | 26 juin 2004 au Stade de France, Saint-Denis |
|  | [B1] Stade toulousain                           | 16                                              | [A2] USA Perpignan | 20 |                                              |                                              |
|  | 19 juin 2004 au Stade de Gerland, Lyon          |                                                 | [A2] USA Perpignan | 20 |                                              |                                              |
|  |                                                 | [B2] Stade français Paris                       | 38                 |    |                                              |                                              |
|  | [A1] CS Bourgoin-Jallieu                        | [B2] Stade français Paris                       | 38                 | 21 |                                              |                                              |
|  | [A1] CS Bourgoin-Jallieu                        |                                                 |                    | 21 |                                              |                                              |
|  | [B2] Stade français Paris                       | 31                                              |                    |    |                                              |                                              |
|  | [B2] Stade français Paris                       | 31                                              |                    |    |                                              |                                              |

| 19 juin 2004 | CS Bourgoin-Jallieu                                                         | 21 – 31 | Stade français Paris                                                      | Stade de Gerland, Lyon |
| 19 juin 2004 | Essai(s) : Forest, Papé Transformation(s) : Péclier Pénalité(s) : Péclier 3 |         | Essai(s) : Hernández Pénalité(s) : Domínguez 2, Skrela 5 Drop(s) : Skrela | Stade de Gerland, Lyon |
| 19 juin 2004 |                                                                             |         |                                                                           | Stade de Gerland, Lyon |

| 20 juin 2004 | USA Perpignan                | 18 – 16 | Stade toulousain                                                         | Stade de la Mosson, Montpellier |
| 20 juin 2004 | Pénalité(s) : Giannantonio 6 |         | Essai(s) : Heymans Transformation(s) : Michalak Pénalité(s) : Michalak 3 | Stade de la Mosson, Montpellier |
| 20 juin 2004 |                              |         |                                                                          | Stade de la Mosson, Montpellier |

### Finale
(mt : 6 – 15)
Homme du match : 
Points marqués : 
- Perpignan : 2 essais de Bomati (68e) et Edmonds (77e) ; 2 transformations de Giannantonio (68e, 77e) ; 2 pénalités de Giannantonio (5e, 29e)
- Stade français : 2 essais de Bergamasco (53e) et Corleto (60e), 2 transformations de Domínguez (53e) et Skrela (60e), 6 pénalités de Domínguez (7e, 14e, 25e, 42e, 46e) et Skrela (57e), 2 drops de Domínguez (30e) et Dominici (33e)

Évolution du score : 3-0, 3-3, 3-6, 3-9, 6-9, 6-12, 6-15, 6-18, 6-21, 6-28, 6-35, 6-38, 13-38, 20-38
Arbitre : Joël Jutge
Résumé
| USA Perpignan Titulaires Diego Giannantonio 15 Pascal Bomati 14 David Marty 13 Christophe Manas 12 Dan Luger 11 Manuel Edmonds 10 Ludovic Loustau 9 Rimas Álvarez Kairelis 8 Bernard Goutta 7 Grégory Le Corvec 6 Christophe Porcu 5 Colin Gaston 4 Perry Freshwater 3 Michel Konieck 2 Nicolas Mas 1 Remplaçants Nicolas Grelon 16 Mick O'Driscoll 17 Scott Robertson 18 Jérôme Fillol 19 David Janin 20 Nicolas Laharrague 21 22 Entraîneur Olivier Saïsset |  | Stade français Titulaires 15 Ignacio Corleto 14 Juan Martín Hernández 13 Stéphane Glas 12 Brian Liebenberg 11 Christophe Dominici 10 Diego Domínguez 9 Agustín Pichot 8 Patrick Tabacco 7 Mauro Bergamasco 6 Pierre Rabadan 5 Mike James 4 David Auradou 3 Pieter de Villiers 2 Mathieu Blin 1 Sylvain Marconnet Remplaçants 16 Benoît August 17 Pablo Lemoine 18 Arnaud Marchois 19 Christophe Moni 20 Grégory Mahé 21 David Skrela 22 Thomas Lombard Entraîneur Nick Mallett |

## Phase de maintien ou Play-down
La phase de maintien se déroule du 7 mai au 18 juin. Les 8 clubs non qualifiés pour le Top 8 gardent les points acquis lors des 14 matchs de la première phase et rencontrent en match aller/retour les 4 clubs qu'ils n'ont pas encore affrontés. Les deux derniers de la poule sont relégués en Pro D2.

### Résultat des matchs
| Clubs           | AGE   | COL   | GRE   | MTB   | MFR   | MPL   | NAR   | PAU   |
| --------------- | ----- | ----- | ----- | ----- | ----- | ----- | ----- | ----- |
| SU Agen         |       |       | 12-16 | 22-0  |       | 44-3  | 43-21 |       |
| US Colomiers    |       |       | 25-16 | 9-9   |       | 25-32 | 70-19 |       |
| FC Grenoble     | 19-19 | 26-10 |       |       | 15-26 |       |       | 40-29 |
| US Montauban    | 32-10 | 19-23 |       |       | 19-22 |       |       | 46-12 |
| AS Montferrand  |       |       | 44-3  | 47-10 |       | 34-7  | 45-14 |       |
| Montpellier RC  | 33-14 | 27-18 |       |       | 26-13 |       |       | 34-7  |
| RC Narbonne     | 43-35 | 38-16 |       |       | 28-19 |       |       | 29-18 |
| Section paloise |       |       | 81-17 | 34-23 |       | 16-0  | 68-26 |       |

|  | Victoire à domicile |  | Match nul |  | Défaite à domicile |

### Classement
| Rang | Club            | J  | V  | N | D  | Pm  | Pe  | Diff | Pts |
| ---- | --------------- | -- | -- | - | -- | --- | --- | ---- | --- |
| 1    | AS Montferrand  | 22 | 11 | 1 | 10 | 476 | 400 | +76  | 45  |
| 2    | Montpellier HR  | 22 | 11 | 0 | 11 | 447 | 459 | -12  | 44  |
| 3    | SU Agen         | 22 | 10 | 1 | 11 | 491 | 436 | +55  | 43  |
| 4    | Section paloise | 22 | 10 | 1 | 11 | 546 | 558 | -12  | 43  |
| 5    | RC Narbonne     | 22 | 10 | 0 | 12 | 514 | 617 | -103 | 42  |
| 6    | FC Grenoble     | 22 | 8  | 1 | 13 | 458 | 608 | -150 | 39  |
| 7    | Colomiers Rugby | 22 | 7  | 1 | 14 | 434 | 513 | -79  | 37  |
| 8    | US Montauban    | 22 | 6  | 1 | 15 | 374 | 515 | -141 | 35  |

|  | Relégués en Pro D2 pour la saison 2004-2005 (no 7, no 8). |